# Low Down
Low Down è un film del 2014 diretto da Jeff Preiss.
Film biografico basato sulle memorie che Amy-Jo Albany scrisse su suo padre, il famoso pianista jazz Joe Albany, e la sua lunga battaglia contro la tossicodipendenza.
Il film è stato prodotto da Anthony Kiedis e Flea, noto per essere uno dei componenti del famoso gruppo musicale Red Hot Chili Peppers e che figura anche tra gli interpreti.
Ha partecipato al Sundance Film Festival del 2014, vincendo il premio per la migliore fotografia.

## Trama
Con sguardo tenero e compassionevole è narrato il complesso rapporto tra Amy-Jo e suo padre, Joe Albany, affermato pianista jazz che, nel corso degli anni sessanta e settanta, si era esibito con artisti come Charlie Parker, Miles Davis, e Charles Mingus. Un uomo, diviso tra la sua ambizione musicale, la devozione alla figlia adolescente, e la sua soffocante dipendenza dall'eroina

## Produzione
Originariamente, nel 2011, venne scelto per l'interpretazione di Joe Albany l'attore Mark Ruffalo. Però a causa di problemi di programmazione fu costretto a rinunciare e per questo motivo la produzione venne posticipata ed il film realizzato solo nel 2013.

## Distribuzione
Il film è stato proiettato in anteprima al Sundance Film Festival il 19 gennaio 2014. Il primo trailer ufficiale è stato pubblicato il 18 settembre 2014 . È uscito nelle sale di New York il 24 ottobre 2014 e dal 31 ottobre successivo è stato programmato a Los Angeles.

## Accoglienza
Low Down è stato accolto con recensioni contrastanti. Rotten Tomatoes, su un campionamento di 46 recensioni di critici cinematografici, ha riportato un punteggio del 52%, con una media di 5,7/10. La critica sintetica recita: "Ricco di stati d'animo e talento, ma privo di profondità narrativa, Low Down narra una storia spesso raccontata con una preoccupante carenza di immaginazione" . Metacritic dà al film un punteggio 58 su 100 basandosi su 21 recensioni di critici.